# John Carter (artista de boca)

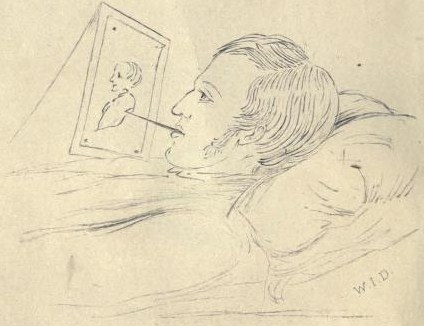
John Carter trabajando (grabado de W. Holl después W. J. Dampier, vicario de Coggeshall).

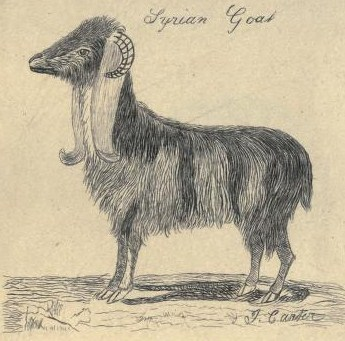
"Cabra siria" – el primer trabajo de Carter a lápiz (grabado de W. Holl).

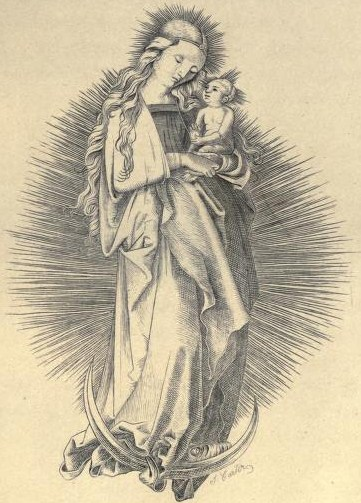
Virgen con el Niño (después de ver un grabado de Alberto Durero.)

John Carter (31 de julio de 1815 - 4 de junio de 1850) fue un tejedor de seda inglés y artista, quién, después de un accidente que le dejó paralizado del cuello para abajo, aprendió a dibujar, pintar y escribir sujetando el lápiz, pluma o pincel con la boca. Su capacidad excepcional atrajo mucho interés público, con relatos de su vida y revisiones favorables de su trabajo apareciendo en la prensa de Inglaterra, los Estados Unidos y otros lugares.
Carter, un tejedor de seda, nació de padres humildes en Coggeshall, en el condado de Essex, el 31 de julio de 1815. Asistió con los otros niños locales a la escuela en Church Street, seguida por la Escuela Nacional Parroquial, y finalmente, con 13 años, la escuela dotada local (fundada por Sir Robert Hitcham en 1636), donde estuvo dos años. A pesar de que no tenía un gran talento obvio de niño, admitió que "Siempre que tuve una pluma o lápiz en mi mano, era seguro que dibujaría en mis libros o en mi pizarra, y en casa sobre las paredes"; aun así esta propensión no fue desarrollada más y nunca consideró una carrera artística.
Tras dejar la escuela, Carter se convirtió en aprendiz de un tejedor de seda llamado Charles Beckwith, y, después de su matrimonio con Lucy (fallecida en noviembre de 1841) en 1835, continuó en el negocio por cuenta propia. Sin embargo, cayó en malas compañías y pasaba mucho tiempo bebiendo en el pub local.

## Primer accidente y consecuencias
Una noche de sábado, en mayo de 1836, después de una sesión bebiendo con amigos, estos le persuadieron para subir a un árbol en busca de huevos de pájaro, en el curso de lo cual perdió el control, cayendo desde 40 pies (12 metros) al suelo y dañándose gravemente las vértebras cervicales. Fue afortunado en sobrevivir, pero quedó paralizado del cuello para abajo, aunque también conservó algún movimiento en el pecho y hombro izquierdo.
Artículos sobre sus lesiones aparecieron en The Lancet el 19 de julio de 1856 y el 27 de octubre de 1860, algunos años después de su muerte. Su caso fue descrito por los doctores como "el más notable....que conocemos" debido a que aún vivió catorce años después del accidente. Un análisis post mortem reveló que la parálisis había sido causada por la compresión de la médula espinal debido a un desplazamiento de las vértebras; el hecho de que la médula no se hubiera partido permitió el funcionamiento continuo del sistema autónomo explicando su supervivencia.
Carter era ahora totalmente dependiente de otros para su cuidado y evidentemente incapaz de trabajar. El shock también le inclinó a buscar consuelo en la religión y la oración, que había abandonado previamente. Después de seis semanas de recuperación, se mudó, con su esposa, por razones económicas y prácticas, a la casa de su padre, donde era atendido por amigos y familiares.

## Principios de su carrera
Sobre un año después del accidente, leyó una historia sobre cómo Elizabeth Kinning, un reclusa de un asilo de Liverpool, habiendo perdido el uso de sus extremidades, aprendió a dibujar utilizando la boca. Carter empezó a hacer lo mismo, utilizando una pizarra o una hoja de papel clavada a su almohada, y un lápiz o un pincel fino en la boca.
Por pura perseverancia obstinada, aprendió por sí mismo a dibujar y pintar, alcanzando gran habilidad que desmentía su incapacidad, dedicándose sobre todo al dibujo y, con la ayuda de un encargado para suministrar sus materiales, y un escritorio especialmente adaptado, trabajó produciendo obras de gran belleza y artística minuciosidad en cada detalle. Fue también capaz de escribir legiblemente utilizando el mismo método.
Carter se convirtió en una especie de celebridad, y recibió la visita de muchas personas eminentes, incluyendo miembros principales de la profesión médica, la Iglesia, y artistas como George Richmond. Su vida y trabajo eran todavía tema de muchos artículos en revistas varias décadas después de su muerte, en Gran Bretaña, los Estados Unidos y otros lugares.

## Segundo accidente y muerte
El 21 de mayo de 1850, sufrió un accidente, cuando el pequeño carro en el que viajaba volcó; recibió un shock tan severo que nunca se recuperó, muriendo el 4 de junio del mismo año. Sus palabras antes de morir, reflejo de su recuperada fe después del accidente de 1836, fueron cuidadosamente registradas:

"Oh Señor, ten piedad de mí ! Ayúdame a través de esta miseria, y guíame por el camino eterno. Ayúdame a través del valle de la muerte, y perdona todos mis pecados; y recíbeme en tu reino celestial, Oh Señor, te lo ruego, por el amor de Jesucristo. Amén. Oh Señor Jesús, ven pronto en mi ayuda."

## Trabajos
El reverendo W. J. Dampier, vicario de Coggeshall, publicó una memoria en 1850 (reeditada en 1875). Una lista de ochenta y siete de los dibujos de Carter fue dada, con los nombres de los dueños en el momento. Incluyen dibujos copias de Alberto Durero, Rafael, Rembrandt, Van Dyk, y Landseer que parecen finos grabados y como George Richmond, que conoció bien a Carter, comentó al autor del libro, el poder de la imitación es sumamente extraordinario.
De sus trabajos originales, los mejores, y más ampliamente aclamados son "Un cazador de ratas y sus perros" (1849), que obtuvo elogios uniformes en todas sus reseñas, y una copia del cual fue adquirida por la Reina Victoria; el gran artista, Landseer describió el trabajo como el mejor espécimen de dibujo animal que nunca había visto. Otros trabajos de importancia incluyen "Nuestro Padre que está en el Cielo", e "Inocencia" (el último basado en un trabajo de Hermann Winterhalter).